# Human Rights Campaign
Pour les articles homonymes, voir HRC.

Logotype de la Human Rights Campaign.

La Human Rights Campaign (HRC, litt. la Campagne pour les Droits de l'Homme) est un groupe de défense et de lobby en matière de droits des personnes LGBT aux États-Unis. Elle se concentre sur la protection et l'élargissement des droits des personnes LGBTQ, plaide notamment pour le mariage homosexuel, une législation contre la discrimination et les crimes haineux et la lutte contre le VIH. Son symbole est le symbole mathématique égal, qui représente l'égalité des droits y compris le droit à se marier. HRC est proche du Parti démocrate

## Historique
Human Rights Campaign est une organisation de plaidoyer politique américaine promouvant l'égalité pour les personnes et les communautés lesbiennes, gays, bisexuelles, transgenres et queer (LGBTQ). Elle est fondée, sous le nom de Human Rights Campaign Fund (HRCF) en 1980 par Steve Endean (en), un militant américain pour les droits des homosexuels.  Il s'agit alors d'un comité d'action politique qui approuve et finance des candidats politiques favorables à sa cause. 
En 1985, l'association fusionne avec le Gay Rights National Lobby (en). En 1989, le HRCF, devient une organisation de membres qui  fait pression pour mettre fin à la discrimination dans les soins de santé et pour étendre les politiques contre les crimes de haine aux personnes LGB. En 1995, l'organisation devient officiellement le Human Rights Campaign, élargissant son champ d'action à l'éducation du public sur les questions LGBT, le plaidoyer politique et le lobbying. L'association est basée à Washington D.C.

## Structure
Human Rights Campaign est une organisation parapluie, à but non lucratif, composée de deux associations distinctes, la HRC Foundation, qui se concentre sur la recherche, le plaidoyer et l'éducation, la Human Rights Campaign, qui œuvre pour la promotion des droits des personnes lesbiennes, gays, bisexuels, transgenres et queer (LGBTQ) et fait pression sur les autorités américaines pour l'adoption de lois plus favorables , et mobilisant des actions de terrain parmi ses membres et d'un comité d'action politique, le HRC Political Action Committee, qui soutient et s'oppose aux candidats politiques,.
Dans les années 1990 et au début des années 2000, le HRC plaide pour la légalisation du mariage homosexuel et des unions civiles. Il préconise également l'adoption de lois interdisant la discrimination à l'égard des personnes LGBTQ. Au début du 21e siècle, il revendique plus de 1,5 million de membres.
Durant les années 2010, HRC fait pression sur les grandes entreprises, les cabinets d'avocats, les hôpitaux et les gouvernements locaux afin qu'ils mettent en œuvre et étendent des politiques sociales libérales.

## Réalisations
Une des principales priorités de HCR depuis 1980 est l'adoption d'une loi fédérale contre la discrimination envers les personnes LGBT. Les efforts pour adopter de telles lois État par État sont pour la plupart infructueux. En 2009, une loi élargissant les définitions fédérales des crimes de haine pour inclure les LGB, Matthew Shepard and James Byrd, Jr. Hate Crimes Prevention Act, est adoptée par le Congrès,. 
La Chambre des représentants des États-Unis adopte, en mai 2019, l'Equality Act (en) qui étend aux personnes LGBTQ l'interdiction de discrimination notamment dans les domaines du logement, du travail et des services publics, avec huit républicains votant pour et aucun démocrate votant contre,. Lors du gala annuel de l'Ohio de la Human Rights Campaign, Joe Biden affirme que l'Equality Act sera sa priorité principale.
Depuis 2002, HCR évalue les entreprises "LGBT friendly" et les classe dans un Corporate Equality Index. L'organisation publie également chaque année le Congressional Scorecard qui classe les  membres du Congrès en fonction de leurs votes non seulement sur les questions LGBT mais aussi sur les priorités démocrates,.

## Controverses
Human Rights Campaign est régulièrement soumise à des critiques, y compris dans les milieux LGBT et même impliquée dans des affaires judiciaires.

### Un club d'hommes blancs
Des critiques se sont pris à HRC du fait son environnement de travail. À l'automne 2014, HRC mandate des consultants externes pour mener une série de groupes de discussion et d'enquêtes auprès du personnel de l'organisation. Dans le rapport, obtenu par BuzzFeed, le personnel de l'organisation décrit l'environnement de travail au HRC comme étant « critique », « d'exclusion », « sexiste » et « homogène ». Le rapport indique que « la culture du leadership est vécue comme homogène - gay, blanche, masculine ». En août 2015 , Pride at Work, une filiale LGBT de la Fédération américaine du travail (AFL-CIO), approuve une résolution qui appelle les organisations membres à cesser de financer HRC jusqu'à ce que le groupe aborde ce que Pride at Work considère comme des problèmes avec son indice d'égalité.
HRC a été accusé d'avoir surestimé le nombre de ses membres actuels afin de paraître plus influent en politique,. L'ancien président du HRC, Joe Solmonese, a répondu que "[l]'adhésion représente bien plus que des contributions... Auparavant, le porte-parole du HRC, Steven Fisher, déclarait que ses membres incluraient toute personne ayant donné au moins 1 $.
HRC a également été critiqué pour les salaires extrêmement généreux de ses cadres.

### Représentation insuffisante de toutes les personnes LGBT
Certains militants LGBT estiment que le soutien du HRC à l'Equality Act est plus proche d'une stratégie de collecte de fonds que d'une proposition de politique, que le HCR ne s'engage pas sérieusement dans le processus législatif, qu'au lieu de faire pression sur les démocrates, il se contente de les conseiller,,. 
Human Rights Campaign est aussi accusée de concentrer son plaidoyer sur certains groupes, marginalisant les intérêts des personnes trans et des personnes de couleur en faveur des problèmes qui touchent les hommes homosexuels riches et blancs. « Le message du HRC est que l'inégalité LGBT aux États-Unis n'affecte que les couples blancs de la classe moyenne à supérieure ». 
En 2008, HRC fait l'objet de nombreuses critiques de la part de militants LGBT pour être la seule organisation de défense des LGBT à continuer de soutenir la loi sur la non-discrimination dans l'emploi (ENDA) après la suppression des dispositions relatives aux employés transgenres par Barney Frank pour attirer des voix supplémentaires à la Chambre. Cette décision conduit à un conflit continu entre le HRC et les militants transgenres. 

### Soutien à Hillary Clinton lors de la présidentielle américaine de 2016
Le 19 janvier 2016, le conseil d'administration de 32 personnes d'Human Rights Campaign vote en faveur de la nomination d'Hillary Clinton à la présidence,. Cela déclenche une controverse considérable, entraînant des milliers d'utilisateurs sur la page Facebook de HRC à publier des commentaires critiques à l'égard de la décision. Beaucoup citent la propre « carte d'évaluation du Congrès » du HRC (qui enregistre une note de 100 % pour son rival à la nomination démocrate, Bernie Sanders, tandis que Clinton elle-même n'obtient que 89 %) comme incompatible avec leur soutien. Un examen supplémentaire a également été effectué sur les liens qu'entretient Clinton elle-même avec l'organisation lorsqu'il a été révélé que le président de HRC, Chad Griffin, avait précédemment été employé par le mari de Clinton, l'ancien président américain Bill Clinton.

### Soutien à Andrew Cuomo
En 2018, HCR fait l'objet de critiques pour avoir approuvé la réélection du gouverneur de New York, Andrew Cuomo, à la place de sa challenger, Cynthia Nixon, qui était une femme LGBTQ.  Allen Roskoff, président du Owles Liberal Democratic Club déclare « Human Rights Campaing s'est davantage intéressée à leurs biens immobiliers, à leurs salaires élevés et à fraterniser avec des démocrates moyens, tout en faisant un pied de nez aux syndicats et à d'autres groupes de défense des droits civiques dans de nombreux cas. ».
En 2021, le président de HRC, Alphonso David, est accusé d'avoir aidé le gouverneur Andrew Cuomo accusé de harcèlement sexuel  et de détournement de fonds publics. Le 6 septembre 2021, le Conseil d'administration de Human Rights Campaign décide le licenciement d'Alphonso David pour violation de la politique de conflit d'intérêts du HRC et pour ses actions contraires à la mission du HRC. Joni Madison est nommée directrice par interim.

## Présidentes et présidents
1. Steve Endean, fondateur d'HRC (1980–1983)
2. Vic Basile (1983–1989)
3. Tim McFeeley (1989–1995)
4. Elizabeth Birch (1995–2004)
5. Cheryl Jacques (2004)
6. Joe Solmonese (2005–2012)
7. Chad Griffin (2012–2019)
8. Alphonso David (2019–2021)
9. Joni Madison, directrice par interim (2021-)

## Autres liens externes
- Human Rights Campaign — official website
  - HRC ratings of corporations on LGBT issues
- Million For Marriage petition
- The Records of the Human Rights Campaign at the Cornell Library